# Beschlussverfahren
Das Beschlussverfahren in Deutschland ist ein Verfahren in der Arbeitsgerichtsbarkeit, in welchem über kollektivrechtliche Streitigkeiten, zum Beispiel im Verhältnis zwischen Betriebsrat und Arbeitgeber entschieden wird. Das Beschlussverfahren ist in den §§ 2a und 80 ff. des Arbeitsgerichtsgesetzes (ArbGG) geregelt.
Den Namen verdankt das Beschlussverfahren dem Umstand, dass eine verfahrensbeendende Sachentscheidung des Gerichtes durch einen Beschluss ergeht, während das Urteilsverfahren in der Regel durch ein Urteil beendet wird. Der wesentliche Unterschied zum Urteilsverfahren ist, dass im Beschlussverfahren nach § 83 ArbGG der Amtsermittlungsgrundsatz gilt, während im Urteilsverfahren die Dispositionsmaxime gilt.
Gegenstand von Beschlussverfahren sind Streitigkeiten, die einen kollektivrechtlichen Anspruch oder ein kollektivrechtliches Rechtsverhältnis zum Gegenstand haben. Das sind vor allem betriebsverfassungsrechtliche Streitigkeiten zwischen Arbeitgeber und Betriebsrat, aber auch Streitigkeiten des Mitbestimmungsrechts und Entscheidungen über die Tariffähigkeit und die Tarifzuständigkeit einer Vereinigung. Bei individualrechtlichen Ansprüchen, die aus einem Arbeitsverhältnis resultieren, ist hingegen das Urteilsverfahren zu wählen.
Als Beschlussverfahren werden darüber hinaus oft auch andere Gerichtsverfahren (meist aus dem Bereich der freiwilligen Gerichtsbarkeit) bezeichnet, weil auch diese nicht mit einem Urteil, sondern einem Beschluss enden.